# توماش پکهارت
توماش پکهارت (به چکی: Tomáš Pekhart) (زاده ۲۶ مه ۱۹۸۹) بازیکن فوتبال اهل جمهوری چک است. همچنین پست تخصصی او مهاجم وسط است.

## تیم ملی
وی سابقه ۱۲ بازی ملی برای تیم ملی فوتبال جمهوری چک در کارنامه دارد.